# Вилхелм Хайнрих фон Лимпург-Гайлдорф
Вилхелм Хайнрих Шенк фон Лимпург-Гайлдорф-Шмиделфелд (на немски: Wilhelm Heinrich Schenk von Limpurg-Gaildorf-Schmiedelfeld; * 27 юни 1652, Шмиделфелд; † 12 май 1690) е наследствен имперски шенк и граф на Лимпург-Гайлдорф (в Швебиш Хал) и Шмиделфелд (в Зулцбах-Лауфен) в Баден-Вюртемберг.

## Произход
Той е син на Йохан Вилхелм Шенк фон Лимпург (1607 – 1655) и съпругата му графиня Мария Юлиана фон Хоенлое-Лангенбург (1623 – 1695), дъщеря на граф Филип Ернст фон Хоенлое-Лангенбург (1584 – 1628) и графиня Анна Мария фон Золмс-Зоненвалде (1585 – 1634). Майка му се омъжва втори път на 22 ноември 1663 г. в Шмиделфелд за граф Франц Шенк фон Лимпург-Шпекфелд (1637 – 1673).
Брат е на Филип Албрехт Шенк фон Лимпург (1648 – 1682), наследствен имперски шенк и граф на Лимпург-Гайлдорф, господар на Шмиделфелд, и София Елеонора (1655 – 1722), омъжена на 1 септември 1673 г. за граф Фолрат Шенк фон Лимпург (1641 – 1713).

## Фамилия
Вилхелм Хайнрих фон Лимпург-Гайлдорф-Шмиделфелд се жени на 12 декември 1675 г. за Елизабета Доротея фон Лимпург-Гайлдорф (* 13 ноември 1656; † 29 януари 1712), дъщеря на Вилхелм Лудвиг Шенк фон Лимпург (1624 – 1657) и Йохана Елизабет Доротея, господарка на Лимпург-Оберзонтхайм (1639 – 1691), дъщеря на Лудвиг Казимир Шенк фон Лимпург (1611 – 1645) и Доротея Мария фон Хоенлое (1618 – 1695). Те имат 6 деца:
- Юлиана Доротея Луиза фон Лимпург-Гайлдорф (* 8 май 1677, дворец Шмиделфелд; † 4 октомври 1734, Гайлдорф), омъжена I. на 30 април 1693 г. в Гайлдорф за граф Евхариус Казимир фон Льовенщайн-Вертхайм-Вирнебург (* 22 март 1668; † 1 януари 1698), II. на 5 октомври 1700 г. за граф Йохан Йозеф Вилхелм фон Вурмбранд-Щупах, имперски дворцов президент (* 18 февруари 1670; † 17 декември 1750)
- Карл Фридрих фон Лимпург-Гайлдорф (* 16 март 1678; † 10 април 1678)
- Вилхелмина Кристина фон Лимпург-Гайлдорф (* 24 септември 1679, Шмиделфелд; † 25 декември 1757, Асенхайм), управляващата графиня, омъжена на 27 юни 1695 г. в Гайлдорф за Лудвиг Хайнрих фон Золмс-Рьоделхайм-Асенхайм, британски полковник (* 4 септември 1667; † 1 май 1728)
- Карл Ердманнфон Лимпург-Гайлдорф (1682 – 1682)
- Юлиана Шарлота цу Лимпург (* 7 август 1688; † 22 март 1699)
- София Елизабет цу Лимпург (* 7 август 1688; † 15 март/май 1705)

Елизабета Доротея фон Лимпург-Гайлдорф се омъжва втори път на 28 ноември/декември 1690 г. за граф Лудвиг фон Дюневалд († 1727?).